# Lutherdenkmal (Magdeburg)

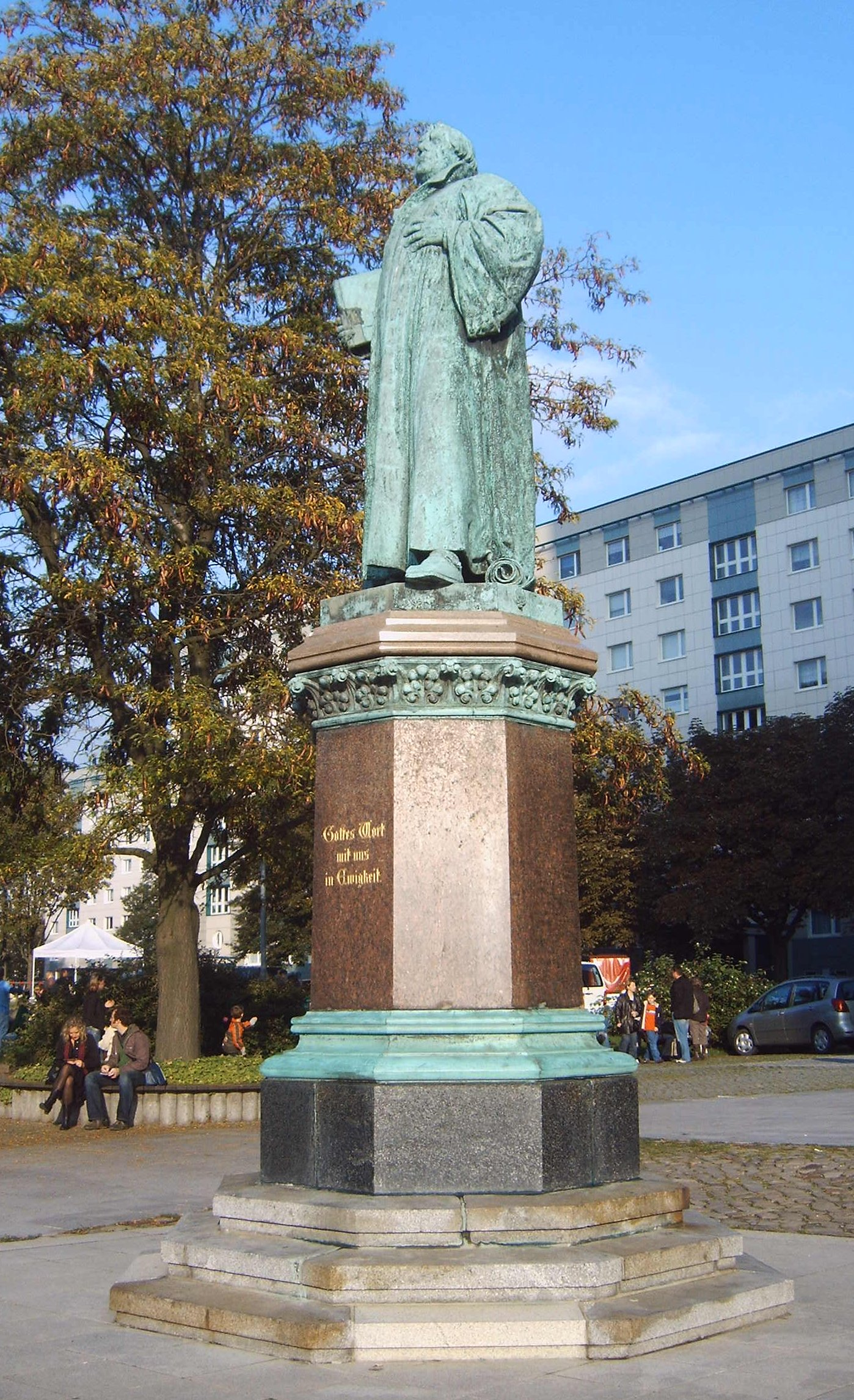
Lutherdenkmal in Magdeburg

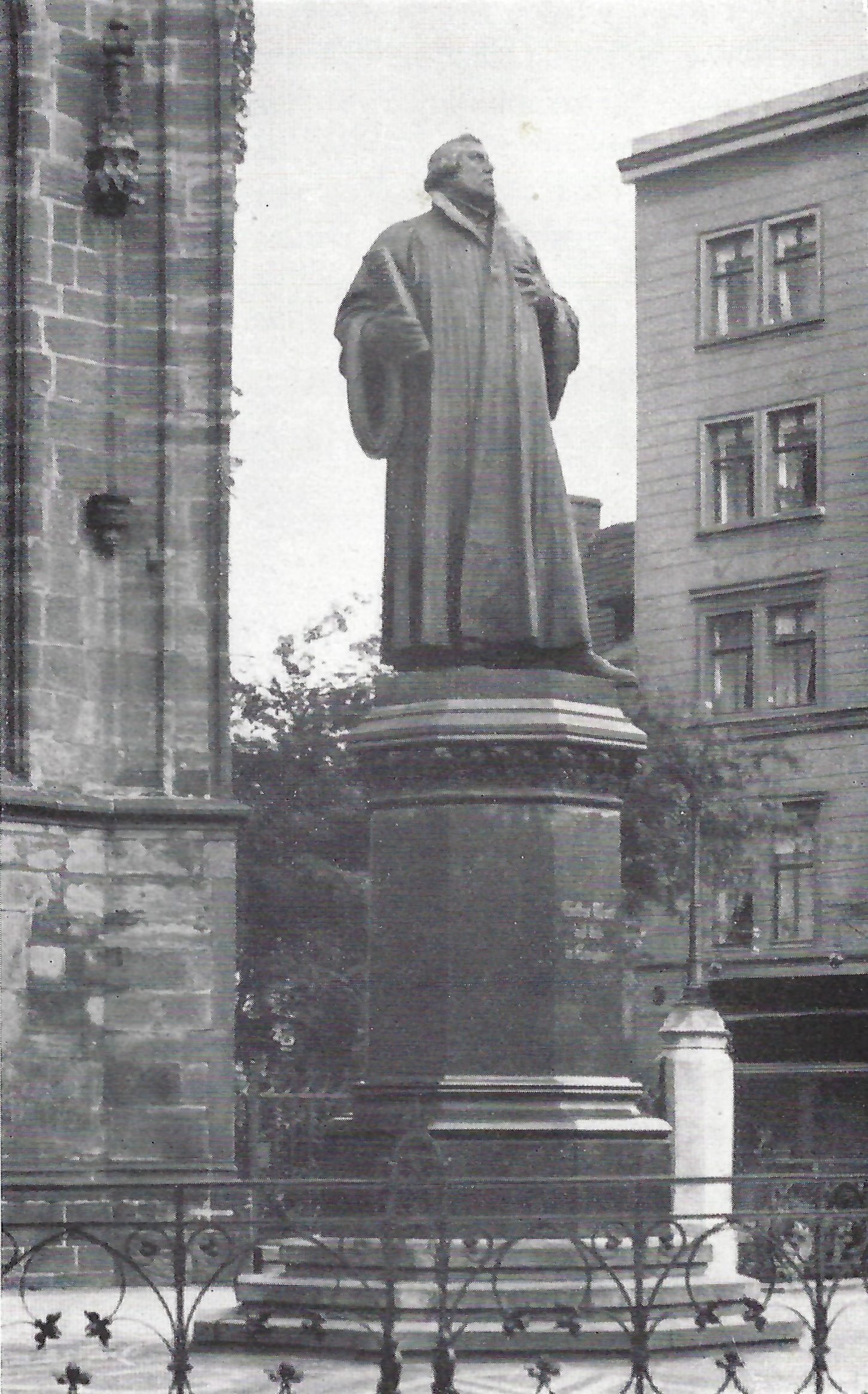
Denkmal am ursprünglichen Standort

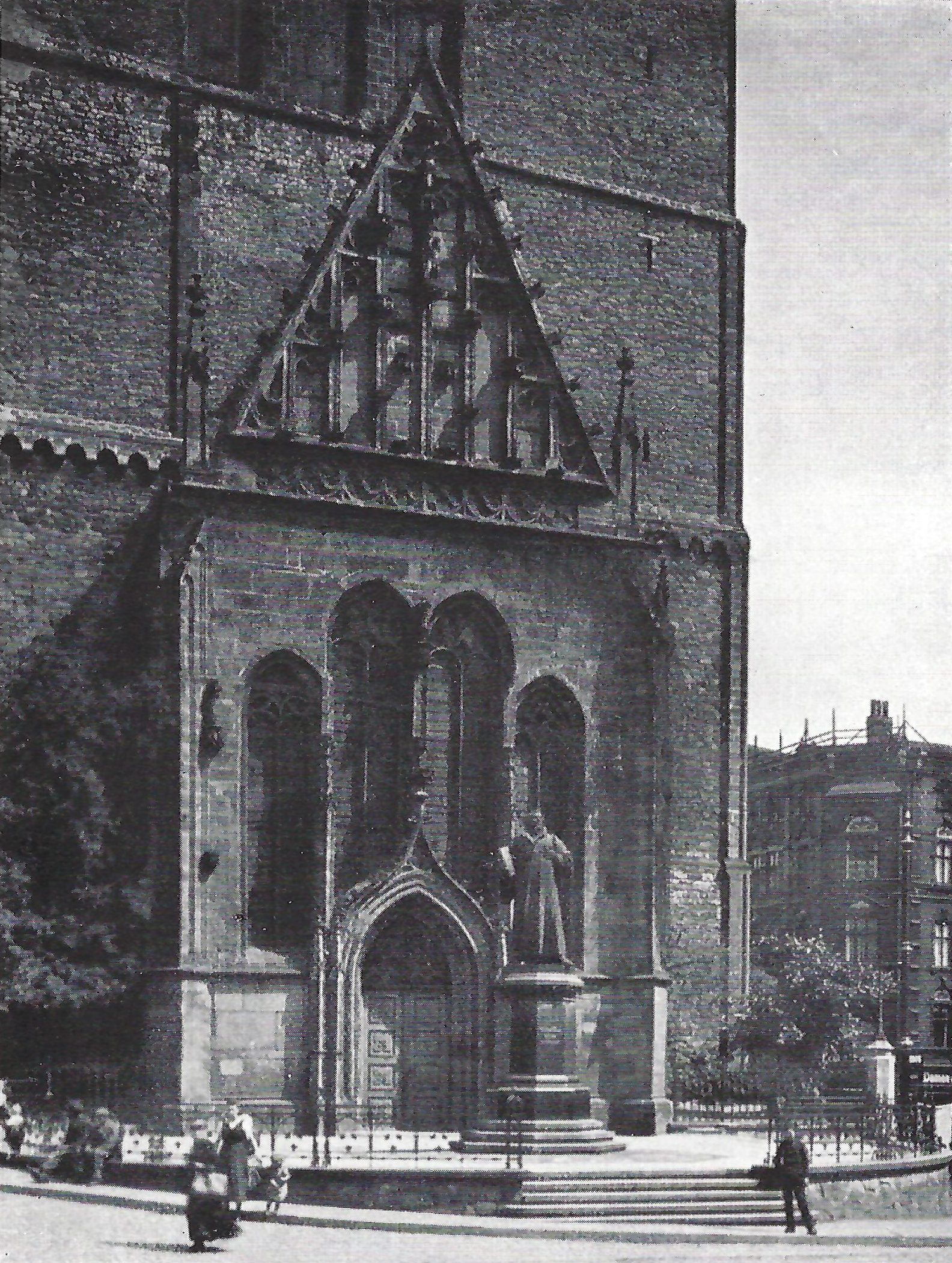
Westfront der Johanniskirche mit Lutherdenkmal vor dem Zweiten Weltkrieg

Das Lutherdenkmal ist ein zu Ehren des Reformators Martin Luther in Magdeburg errichtetes und ihn als Figur darstellendes Denkmal.

## Lage
Das Denkmal befindet sich in der Magdeburger Altstadt auf der Ostseite der Jakobstraße nordwestlich vor der Sankt-Johannis-Kirche am Johanniskirchhof.

## Gestaltung und Geschichte
Die Errichtung des von Emil Hundrieser im Auftrag des Magistrats der Stadt Magdeburg geschaffenen Bronzestandbildes erfolgte im Jahr 1886. Gegossen wurde die überlebensgroße Statue von der Bronzegießerei Gladenbeck Berlin. Luther ist stehend mit weitem Gewand dargestellt. Seine linke Hand hat er an sein Herz gelegt, in der rechten hält er eine Bibel. Den Kopf leicht nach links gedreht, schaut er in die Ferne. Das Denkmal soll daran erinnern, dass Martin Luther am 26. Juni 1524 in der Johanniskirche vor einer großen Menschenmenge predigte. Im Ergebnis der Predigt folgten Bürger und Rat der Stadt dem Protestantismus in Luthers gemäßigter Ausrichtung.
Die Figur steht auf einem drei Meter hohen achteckigen Sockel aus dunkelrotem schwedischen Granit und dunkelgrünem Syenit mit Profilen aus Bronze. Der Sockel ruht seinerseits auf einer dreistufigen Platte aus hellem Granit. Am Sockel befindet sich die Inschrift Gottes Wort mit uns in Ewigkeit. Auf der Rückseite  befindet sich das Datum 10. November 1883 – der 400. Geburtstag Martin Luthers. Zu diesem Datum war auch ein Komitee zur Errichtung des Denkmals gegründet worden.
Die Enthüllung erfolgte am 10. November 1886. Der Aufstellungsort befand sich bis 1966 direkt vor dem Westportal der Johanniskirche. Der Vorplatz der Kirche war herausgehoben gestaltet und zum Teil mit einem Zaun eingefriedet.
In der Zeit der DDR wurde das Denkmal einige Meter nach Norden umgesetzt und erhielt einen neuen Sockel. Am Sockel befand sich in dieser Zeit die Inschrift Doctor Martin Luther +1524+. Nach der politischen Wende von 1989 erhielt das Denkmal wieder einen Sockel in der ursprünglichen Gestaltung. Der etwas vom Westportal versetzte Standort wurde beibehalten.
Im örtlichen Denkmalverzeichnis ist das Denkmal als Martin-Luther-Denkmal unter der Erfassungsnummer 094 06147 als Baudenkmal verzeichnet.